# Ritratto di Lecco
Il Ritratto di Lecco è un disegno a sanguigna su carta preparata rossa/rosata di anonimo del XVI sec attribuito alla mano di Leonardo da Vinci, databile tra la fine del XV e l'inizio del XVI secolo, conservato in una collezione privata in Lombardia.

## Storia
Il disegno è stato considerato tra le possibili opere di ambito leonardesco alla fine del 2019 (anno dei festeggiamenti del cinquecentenario della morte di Leonardo Da Vinci) a seguito dell'acquisizione di questo disegno da parte di due collezionisti lecchesi, che lo hanno presentato il 19 dicembre 2019 in una conferenza stampa tenutasi a Lecco presso il Palazzo Falck sede della Confcommercio di Lecco, relatore l'esperto vinciano Nicola Barbatelli.

## Descrizione e stile
L'opera mostra il volto di un uomo, sui 35/40 anni di età, con capelli e barba lunghi. Lo sguardo è rivolto a destra e il soggetto è posto leggermente di tre quarti. Il disegno, per tratto, risulterebbe essere realizzato da un autore mancino. Il volto è caratterizzato da un raffinato sfumato dai contorni indefiniti e da un tratto assolutamente leggero, che sembra emergere come in un sogno.
Sul retro il disegno riporta nel mezzo le scritte Milano - XVI sec - e un'ulteriore scritta nella parte in basso verso sinistra (per chi guarda) e che tramite l'indagine diagnostica è risultata essere stata scritta con inchiostro ferrogallico che così recita FE Salai 1511 Dino esattamente uguale alla scritta presente sul Salvator Mundi conservato presso la Biblioteca Ambrosiana.
Il volto per caratteristiche richiama subito, sebbene in età più giovane, il volto del famoso Autoritratto di Torino, ritenuto il volto di Leonardo Da Vinci, ma, alla luce di una traccia di aureola presente al di sopra del capo, potrebbe anche essere la rappresentazione del volto di un Cristo.

## Ipotesi attributive
Le indagini diagnostiche (sia di natura invasiva che non invasive) hanno confermato l'autenticità dell'opera e una datazione di quest'ultima a cavallo tra il XV e XVI secolo. L'attribuzione dell'autore è tuttora incerta; vi sono pareri diversi tra gli esperti:
- L'esperta e studiosa leonardiana Annalisa Di Maria, membro del comitato di arte e letteratura del Centro per l'UNESCO di Firenze, in una conferenza tenutasi a Milano il 14 gennaio 2021, ha espresso il proprio personale convincimento che l'opera in questione possa essere attribuita a Leonardo da Vinci;
- Il professor Atila Soares Da Costa Filho, studioso e storico dell'arte brasiliano, membro del comitato scientifico della Monna Lisa Foundation di Zurigo e della Fondazione Leonardo da Vinci di Milano, nonché del comitato del progetto "L'invisibile nell'arte" curato dal prof. Silvano Vinceti,  ha anch'egli ipotizzato che il disegno possa essere ricondotto a Leonardo;[1]
- lo storico dell'arte Martin Kemp dell'Università di Oxford, esperto vinciano di fama internazionale, sulla possibile paternità leonardiana del disegno ha espresso una valutazione preliminare dubitativa in un'intervista rilasciata al quotidiano The Telegraph sostenendo però che non può essere "esclusa a priori";[2]
- il professor Pietro Marani e la professoressa Chiara Rostagno, tra i massimi esperti vinciani italiani, in un'intervista sul quotidiano il Sole 24 Ore, hanno espresso forti dubbi sull'ipotesi che possa essere un'opera leonardiana attribuendo il disegno a qualche allievo della cerchia dei cosiddetti leonardeschi;[3]
- il professor Ernesto Solari, esperto vinciano, alla luce della scritta sul retro ritenuta una firma, oltre che per altre motivazioni riportate in uno studio pubblicato sul sito del Museo Solari è orientato a considerarlo opera dell'allievo prediletto di Leonardo, Gian Giacomo Caprotti detto "Salaì";[4]
- Il professor Rolando Bellini, storico dell'arte, grande intenditore e appassionato di Michelangelo e Leonardo. Dopo un anno di studio approfondito sul Ritratto di Lecco, durante l'evento pubblico "Epistemologia della Bellezza", tenutosi a Palazzo delle Stelline (Milano) il 14 ottobre 2022, ha espresso il suo parere positivo attribuendo l'opera alla mano di Leonardo Da Vinci;[5][6][7]
- sulla rivista “OpenScience” nel febbraio 2023 è stato pubblicato l'articolo "Mesures et proportions dans l’oeuvre peint de Léonard de Vinci" firmato da Annalisa di  Maria e dalla dott.ssa Nathalie Popis, esperta di matematica applicata all’arte e dal professore emerito della Sorbonne di Parigi Jean Charles Pomerol. Lo studio sostiene che il Ritratto di Lecco sia da considerarsi opera certa di Leonardo poiché presenta, nella costruzione del volto, il sistema di proporzioni geometriche e matematiche che si rinvengono esclusivamente nelle “opere attribuite in certezza” alla mano di Leonardo da Vinci;[8]
- Il professor Atila Soares Da Costa Filho, già citato in precedenza, con lo sviluppo e l'uso di una tecnologia denominata Luminari, basata su intelligenza artificiale e machine learning nata per svolgere compiti predittivi su opere d'arte, ha dichiarato che il Ritratto di Lecco ha raggiunto una compatibilità del 92% con gli elementi grafici propri dello stile di Leonardo;[9][10][11][12]
- Luciano Buso, artista, studioso e ricercatore scientifico in campo dell’arte, con propri metodi di indagine ha potuto rintracciare nella sanguigna lecchese diversi elementi, in particolare piccole scritte, semi celate nell’occhio sinistro, tra cui la firma di Leonardo Da Vinci e la data 1503; la stessa data che, col medesimo metodo, ha individuato anche nella Gioconda esposta al Louvre e che viene ritenuta verosimile da molti esperti;[13]
- Max Sukharev, studioso ed esperto di arte, tramite una propria recente tecnologia di miglioramento delle immagini ha anch'esso individuato nel disegno diverse firme di Leonardo Da Vinci confermando così l'associazione del disegno stesso a questo massimo autore;[14]
- Il professor Roberto Manescalchi, storico dell’arte, dopo aver studiato tutta la documentazione disponibile e dopo aver visionato ed esaminato dal vivo, in data 5 febbraio 2024, il disegno a sanguigna in questione, ha espresso la sua personale convinzione che sia un'opera autografa di Leonardo da Vinci. Il prof. Manescalchi è considerato uno dei principali studiosi di Piero della Francesca e a lui si devono la ristampa di un manoscritto inedito dello stesso Piero e la riscoperta di opere di Giotto, Botticelli, Paolo Uccello, Michelozzo, Morto da Feltre, Rembrant e dello stesso Leonardo con la scoperta dello studio di Leonardo nel 2005;
- Maestro di fama internazionale, prof. Xante Battaglia, artista eccentrico e poliedrico,professore titolare della prima Cattedra di pittura dell'Accademia delle Belle Arti di Brera di Milano, così come in precedenza gia titolare della prima Cattedra di pittura dell'Accademia delle Belle Arti di Venezia, e con insegnamento anche nelle Accademie di Catania, Macerata, Reggio Calabria e Carrara, dopo 8 mesi di studi, ha autenticato quale opera di mano di Leonardo da Vinci il disegno a sanguigna il Cristo di Lecco o come da lui definito, l'Autoritratto di Lecco. In particolare per  quella caratteristica del disegno, già teorizzata dal Maestro Xante ed esposta quale caratterizzante le opere di Leonardo all'Università di Salerno, e per la quale ha ricevuto un importante riconoscimento, ovvero che nell'Autoritratto di Lecco:"si riscontra il "concetto d'aria";[15][16]

## Links
- Gioconda (Madrid)